# Turnovszky Frigyes
Turnovszky Frigyes (Pest, 1818. május 17. – Budapest, 1877. december 23.) magyar orvosdoktor, fogorvos.

## Élete
Fogorvoscsaládban született, édesapja Turnovsky Bernát, aki Pest első fogorvosainak egyik volt. Bécsben végezte orvosi tanulmányait, 1841-ben doktorrá avatták.
Pesten letelepedett, majd 1841. október 29-én elnyerte fogászmesteri oklevelét a pesti egyetemen. Ugyanebben az évben beadványt juttatott el az orvosi karhoz, amelyben kérvényezte a fogászat professzorának történő kinevezését. Ezt a kérését elutasították, mert felkészültségét nem látták bizonyítottnak. Rövid párizsi tanulmányút után Turnovszky 1842-ben folyamodott, hogy rendkívüli tanári címet megszerezhesse, ám ezt a kérését is elutasították.
Továbbra is szeretett volna egyetemi oktató lenni, ezirányú törekvéseit nem adta fel. 1848-ban engedélyt kapott az egyetemi orvos-sebész tanári kartól, gyakorlati előadásokat tarthasson a saját lakásában. Miután a szabadságharc megbukott, Turnovszky is elveszítette eme kiváltságát.
A Birly-féle ház második emeletén kapott helyet pesti praxisa. Úgy hirdette magát, mint orvosdoktor és gyakorlati fogorvos. Fontosnak tartotta leszögezni, hogy „a kénégeny gőz helyett a fájdalmatlan fog-műtéteknél… [a] chloroformot használja.”
Bécsi disszertációja, a Die Anatomie u. Physiologie der Zähne egy 38 oldalas értékezés, témája a fogak használata, a beszéd, az arckifejezés, a rágás, a nyálképződés és a fogak ereje.
1856-ban Pesten jelent meg Handbuch der Zahnheilkunde und zahnoperationslehre ... Mit einem Anhange über praktische Anwendung der Schwefeläther-Narkose, sowie der besten und neuesten Instrumente, nebst deren Abbildung in natürlicher Grösse auf 7 Tafeln című munkája, ezen mű az első magyar szerző által írt önálló, tudományos igényű fogászati tárgyú munka, lényegében gyakorlati tapasztalatait foglalja benne össze. Taglalja benne többek közt a fogak fejlődését, a tejfogakat és a fogváltást foglalkozik. Számos fejezetet szentelt a fogápolásnak, ír a fogkőről illetve annak eltávolításáról. Rendszeres vízöblítést, fogkefét, fogport illetve pasztát ajánlott a tisztításhoz. Értekezik a fogszuvasodásról, ezt megelőzendő fogtorlódás esetén profilaktikus széjjelreszelést tanácsol. Karókkal és reszelőkkel tágította a fogszuvasodás során keletkezett üregeket, ezeknek elzárására pedig három módszert ajánl: a dugaszolást, tömést és furnírozást. Legrészletesebben a töméssel foglalkozik, feltehetőleg saját praxisában is csak ezt végezte. A tömőanyagok sorában megemlíti az ólmot, cint, az ezüst-, arany-, platinafóliát és az ezüstamalgámot. A sebészeti részeknél a daganatos és gyulladásos megbetegedésekről értekezik. Munkájának foghúzással foglalkozó része is jelentős. Az akkoriban újonnan megjelent fogászati fogókkal szívesen dolgozott, ezeket az eszközöket részletesen leírja, valamint képeket is közöl róluk. Megemlíti a foghúzással kapcsolatosan az éternarkózist, a pesti fogorvosok közül ő volt az első, aki ezt az új eljárást használta.
Meghalt 1877. december 23-án Budapesten 59. évében.

## Munkái
- Die Anatomie und Physiologie der Zähne. Inaugural Dissertation. Wien, 1841. (Latin címmel is).
- Handbuch der Zahnheilkunde und zahnoperationslehre ... Mit einem Anhange über praktische Anwendung der Schwefeläther-Narkose, sowie der besten und neuesten Instrumente, nebst deren Abbildung in natürlicher Grösse auf 7 Tafeln. Pest, 1856.